# Nela Sršen
Nela Sršen  (Metković, 30. april 1965) je hrvatska doktorica, hirurg, počasna konzul Republike Hrvatske u Italiji, predsednica Udruge Hrvatska kuća u Padovi.

## Život i karijera
Rođena je 30. april 1965. u Vidu (mestu nedaleko Metkovića, poznatom po drevnom rimskom gradu Naroni, čiji se ostaci tamo nalaze) u kome je do dolaska na Hvar, provela detinjstvo. Srednju školu završila je u Splitu. Nakon toga upisala je studije medicine u Padovi, i diplomirala pre roka.
Karijeru lekarice započinje u Hitnoj službi u Trevisu, a nakon toga u padovanskoj bolnici. Nakon specijalizacije u Njujorku, specijalizaciji iz opšte hirurgije  pridodala je i specijalizaciju iz rekonstruktivne, plastične i estetske kirurgije.
Po povratku u Italiju postala je najmlađa članica tima za transplantaciju jetare, na čelu sa prof. Davidom D'Amicom, najeminentnijim italijanskim hirurgom Univerzitetske bolnice u Padovi.
Dr  Nela Sršen je vremenom postala istaknuta humanitarka koja je pomogla brojnim pacijentima iz svoje domovine Hrvatske, ali i iz drugih zemalja nastalih raspadom bivše Jugoslavije. Zahvaljujući zalaganju dr  Sršen spašeno je stotinak pacijenata, među kojima su bili slikar Dalibor Jelavić i kanta-utor Arsen Dedić.

## Priznanja
Počasna konzulica Republike Hrvatske u Italiji postala je 2004., na preporuku predsednika Republike Hrvatske Stjepana Mesića, u regiji Veneto, u Italiji. Ovu počast zaslužila je zbog njenog dugogodišnjeg napornog rad i zalaganje u spašavanju života mnogih teških bolesnika iz Hrvatske.
Dobitnica je priznanja Veliko zlatno srce, koje su joj dodelile Udruga hrvatskih branitelja Domovinskog rata 1991. (UHBDR91.) i Udruga hrvatskih branitelja Zagrebački velesajam, u saradnji s drugim Udrugama proizašlim iz Domovinskog rata, na ppredlog Mladena Pavkovića.
Na predlog UHBDR91. i Mladena Pavkovića i drugih Udruga proizašlih iz Domovinskog rata i dr. Nedima Ademovića, prof.dr. Šimuna Anđelinovića, prof.dr. Nikice Gabrića, Jakova Sedlara, prof.dr. Vjerana Zuppe i drugih predložena je za Nobelovu nagradu za mir!

## Spoljašnje veze
- Nela Sršen o žustroj polemici znanstvenika oko Covida: ‘Treba smiriti sirove strasti, ljudima je ionako teško. Ni cjepivo neće odmah riješiti problem‘ (језик: хрватски)